# Великият гражданин
Великият гражданин (на руски: Великий гражданин) е първия руски телевизионен сериал. Директор на това предаване е Фридрих Маркович Ермлер. Филмът е фантастична биография на Сергей Киров.